# Alex Russo
Alex Russo is een personage uit Wizards of Waverly Place. Alex is het jongere zusje van Justin en de oudere zus van Max. Haar ouders zijn Jerry en Theresa Russo. 
Het personage wordt gespeeld door  Selena Gomez. 

## Magische kant
Alex is 14 jaar en lijkt voor velen een gewoon tienermeisje dat naar school gaat. Zelfs haar beste vriendin, Harper, denkt dat ze een gewoon meisje is (tot seizoen 2 aflevering Harper knows). Maar eigenlijk is Alex een tovenaar.
Alex komt vaak in de problemen doordat ze haar magie ongecontroleerd gebruikt wanneer ze eigenlijk geen magie mag gebruiken. De drie magiërs weten dat er maar 1 magiër per generatie mag bestaan, de 'meestertovenaar'. Zodra ze ouder zijn, zullen ze het tegen elkaar op moeten nemen om te bepalen wie zijn krachten, die dan veel sterker en ontwikkelder zullen zijn, mag houden, en wie zijn krachten verliest en een normale sterveling wordt. In seizoen drie heeft ze een vriendje, genaamd Mason Greyback, die een weerwolf blijkt te zijn. Voor Mason had ze nog een paar relaties waaronder Dean Moriarty.

## Familie
| Naam           | Relatie       | Opmerking              |
| -------------- | ------------- | ---------------------- |
| Jerry Russo    | Vader         | is eigenlijk Italiaans |
| Theresa Russo  | Moeder        | is eigenlijk Mexicaans |
| Justin Russo   | Oudere broer  |                        |
| Max Russo      | Jongere broer |                        |
| Kelbo Russo    | Oom           |                        |
| Megan Russo    | Tante         |                        |
| Trevor Russo   | Neef          |                        |
| Graeme Russo   | Neef          |                        |
| Ernesto Larkin | Oom           |                        |
| Kim Russo      | Nicht         |                        |